# Lupin III - Alcatraz Connection
Lupin III - Alcatraz Connection (ルパン三世 アルカトラズコネクション?, Rupan Sansei - Arukatorazu Konekushon) è il tredicesimo special televisivo giapponese di Lupin III, famoso ladro creato da Monkey Punch, diretto da Hideki Tonokatsu. È stato trasmesso per la prima volta in Giappone su Nippon Television il 3 agosto 2001, in Italia il 24 dicembre 2003 sul canale satellitare a pagamento Italia Teen Television e in chiaro su Italia 1 l'8 febbraio 2004 con il titolo Lupin III - Fuga da Alcatraz.

## Trama
Lupin, affiancato dal fido Jigen, tenta di rapinare un casino nella baia di San Francisco controllato dalla mafia. Il furto riesce fino all'intromissione dell'immancabile Zenigata e del suo contatto, il detective Terry; il procuratore distrettuale si congratula con i due, poiché la mafia paga i conti della sua campagna elettorale. Zenigata ignora che dentro alla cassaforte c'era parte di una mappa dei fondali di San Francisco.
In effetti, Lupin ha solo piazzato delle cimici per scoprire dove finisce il ricavato; il vero obiettivo è recuperare tutte le parti della mappa e far uscire allo scoperto una potente organizzazione al di sopra della mafia, i Sette Occulti (in versione originale i Secret Seven,  già comparsi nel primo episodio della terza serie, Il tesoro di Al Capone, e nella saga di San Francisco della seconda serie del manga, da cui l'episodio TV è tratto). Al gruppo si aggiungono l'avida doppiogiochista Fujiko e dopo il samurai Goemon, che si è innamorato di una nota modella e desidera guadagnare molti soldi per essere al suo livello; fa la sua comparsa anche Iena, un killer che Jigen conosceva anni prima. Ad un certo punto Lupin viene catturato, e uno sconosciuto lo uccide in carcere; quando Zenigata si prepara a riportare il corpo in Giappone, durante il tragitto Lupin si sveglia e gli rivela di aver finto; il suo assassino è l'ispettore Terry, che è da tempo il capo dei Sette Occulti; Fujiko intanto cambia barricata e si mette al servizio dell'organizzazione.
Scappato da Zenigata, Lupin dà appuntamento all'ispettore sull'isola di Alcatraz, dove Zazà intercetta uomini sospetti; uno di costoro perde in un corpo a corpo con il poliziotto i documenti, compreso il tesserino della CIA.
Fujiko entra in un batiscafo per recuperare il vero obiettivo dei Sette Occulti e di Lupin, un veliero carico d'oro, e le viene raccomandato di prelevare almeno un lingotto con un dato numero. Iena e la modella amata da Goemon sono essi stessi membri dei Sette Occulti e si scontrano con Goemon e Jigen, avendo la peggio; dopodiché il samurai e il pistolero raggiungono il ladro gentiluomo e si ritrovano insieme all'ispettore nei sotterranei di Alcatraz, dove scorgono una città degli anni del proibizionismo ricostruita.
All'apparire di Terry (che è stato tirato su da un vecchio membro dei Sette Occulti quando era un delinquente minorile proprio ad Alcatraz) Lupin rivela la verità: Alcatraz aveva fama di essere il peggior carcere degli Stati Uniti per durezza verso i detenuti, eppure delinquenti del calibro di Al "Scarface" Capone e George "Mitraglia" Kelly non tentarono mai di evadere; la parte sotterranea di Alcatraz era una città dove chi aveva i soldi e il potere poteva spassarsela come fosse stato a piede libero; tramite i sottomarini qualunque mercanzia, perfino le prostitute, poteva arrivare non vista al carcere.

Tutto cambiò nel 1960 con l'elezione di John Kennedy alla Casa Bianca; il fratello Robert, nominato Segretario del Dipartimento della Giustizia, scoprì la verità nascosta su Alcatraz e fece chiudere il carcere: la reazione immediata fu l'assassinio del presidente, seguito alcuni anni dopo dalla morte di Robert Kennedy durante la campagna per la sua elezione. Per motivi propri, la CIA si accodò alla cosa ed ora che Terry vuole recuperare l'oro ha mandato i suoi agenti a far saltare l'isola; il lingotto cercato da Terry e Lupin, che Fujiko è riuscita a recuperare, contiene le perizie autentiche sulle prove raccolte a Dallas, ma soprattutto il famoso proiettile sparato da Lee Harvey Oswald, quello che avrebbe cambiato traiettoria ben 4 volte (cosa praticamente impossibile)!
Ha inizio lo scontro a fuoco tra Lupin e sodali e la banda dei Sette Occulti, mentre la CIA fa esplodere gli esplosivi e Zenigata avverte tutti appena in tempo; Lupin si impadronisce del lingotto recuperato da Fujiko e tutti scappano, mentre i Sette muoiono, chi nella sparatoria chi nel crollo.
Giorni dopo, Lupin si incontra con una giovane studentessa universitaria di cui si è invaghito, che sta svolgendo una tesi sulla morte di Kennedy; il ladro desiderava portarle le prove della cospirazione contro il presidente per entrare nelle sue grazie, ma la ragazza non ci crede e lo respinge; chi ci crede è invece la CIA, che manda elicotteri Apache a far fuori la banda Lupin, che deve sbarazzarsi del lingotto buttandolo dal Golden Gate per poi scappare da Zenigata.

## Colonna sonora
Lupin The Third Alcatraz Connection Original Soundtrack (VAP 21/09/00 VPCG-84734)
La colonna sonora dello special è stata composta da Yūji Ōno.

## Edizioni home video
Il DVD dello special è stato pubblicato nel 2005 da Yamato Video.
In Giappone il film è stato rimasterizzato in alta definizione e venduto in formato Blu-ray Disc all'interno della raccolta LUPIN THE BOX - TV Special BD Collection (LUPIN THE BOX ~ TV スペシャルBDコレクション~?).

## Doppiaggio
| Personaggio               | Doppiatore originale | Doppiatore italiano |
| ------------------------- | -------------------- | ------------------- |
| Lupin III                 | Kan'ichi Kurita      | Roberto Del Giudice |
| Daisuke Jigen             | Kiyoshi Kobayashi    | Sandro Pellegrini   |
| Fujiko Mine               | Eiko Masuyama        | Alessandra Korompay |
| Goemon Ishikawa XIII      | Makio Inoue          | Antonio Palumbo     |
| Ispettore Koichi Zenigata | Gorō Naya            | Rodolfo Bianchi     |
| Terry Crown               | Taro Ishida          | Stefano Mondini     |
| Andy Kelly                | Akio Otsuka          | Fabrizio Temperini  |
| Iena                      | Fumihiko Tachiki     | Roberto Draghetti   |
| Suzanne                   | Yōko Sōmi            | ?                   |
| Huang                     | Junpei Taniguchi     | ?                   |
| Areji                     | Kenichi Ogata        | ?                   |
| Luchino Marcano           | Norio Matsui         | ?                   |
| Max                       | Masaru Ikeda         | ?                   |
| Monica                    | Tomoko Kanakawa      | ?                   |

- Doppiaggio italiano
  - Casa di doppiaggio: Edit S.r.l.
  - Direttore del doppiaggio: Roberto Del Giudice
  - Assistente al doppiaggio: Giorgia Brusatori
  - Dialoghi italiani: Marina D'Aversa
  - Sonorizzazione: Studio Due Roma
  - Mixage: Bruno Frabotta